# Foucaud du Merle
Foucaud du Merle, detto anche Foulques (... – 1315), è stato un militare francese.

## Biografia
Cavaliere, barone di Le Merlerault, signore di Messei, Gorron, Gacé, Briouze, Bellou, Ronfeugerai, apparteneva ad una delle famiglie più antiche della Normandia, che contava propri membri fra i partecipanti alla conquista dell'Inghilterra del 1066 e alle Crociate; è menzionato per la prima volta dal Rôle des chevaliers du bailliage de Caen, riunito a Tours nel 1272 da Filippo l'Ardito.
Nel 1295 fu incaricato di contrastare Edoardo I d'Inghilterra che minacciava le coste francesi dalle parti di Abbeville.
Divenne maresciallo di Francia (forse contemporaneamente a Miles de Noyers) l'11 luglio 1302, in seguito alla morte di Guy I de Clermont e Simon de Melun, uccisi entrambi alla battaglia di Courtrai di quello stesso anno. L'anno dopo era di guarnigione a Tournay, nei cui pressi il 18 aprile sconfisse le truppe fiamminghe uscite dalla città di Lilla. Per i servigi resi, nel febbraio successivo venne ricompensato da Filippo il Bello con una rendita di 200 lire tornesi; tale rendita fu poi scambiata nel 1306 con i feudi di Briouze e di Bellou.
Ebbe parte importante alla battaglia di Mons-en-Pévèle, vinta sui fiamminghi il 17 agosto 1304, e venne perciò menzionato in un poema del tempo intitolato La branche des royaux lignages, scritto da Giullaume Guiart nell'anno 1306.
Nel 1310 era comandante dell'armata reale del Lyonnais; nel 1311 era a Vienne, mentre vi si teneva il concilio che soppresse i Templari; nel 1314 era ancora con l'armata delle Fiandre.
Morì nel 1315.